# Episodi di Xiaolin Showdown
La serie animata statunitense Xiaolin Showdown è costituita da 3 stagioni, per un totale di 52 episodi.

## Stagione 1
| nº | Titolo originale                | Titolo italiano               | Prima TV USA     |
| -- | ------------------------------- | ----------------------------- | ---------------- |
| 1  | The Journey of a Thousand Miles | Un viaggio lungo mille miglia | 1 novembre 2003  |
| 2  | Like a Rock!                    | Come una roccia!              | 8 novembre 2003  |
| 3  | Tangled Web                     | Sesso debole?                 | 15 novembre 2003 |
| 4  | Katnappe!                       | Katnappe!                     | 22 novembre 2003 |
| 5  | Shen Yi Bu                      | La sfida di Raimundo          | 29 novembre 2003 |
| 6  | Chameleon                       | Camaleonte                    | 6 dicembre 2003  |
| 7  | Ring of the Nine Dragons        | L'anello dei nove draghi      | 17 gennaio 2004  |
| 8  | Night of the Sapphire Dragon    | La notte del drago zaffiro    | 24 gennaio 2004  |
| 9  | My Homey Omi                    | Il mio fratello Omi           | 7 febbraio 2004  |
| 10 | Big as Texas                    | Il grande Texas               | 14 febbraio 2004 |
| 11 | Royal Rumble                    | L'unione fa la forza          | 1 maggio 2004    |
| 12 | Mala Mala Jong                  | Mala Mala Jong                | 8 maggio 2004    |
| 13 | In the Flesh                    | In carne e ossa               | 15 maggio 2004   |

### 1. Un viaggio lungo mille miglia
Oltre 1.500 anni fa, le forze del bene, rappresentate dal Grande Maestro Dashi, e del male, guidate dalla malvagia strega Heylin Wuya, si contesero il possesso del mistico Shen Gong Wu fino a quando Wuya fu intrappolata da Dashi in una scatola rompicapo. Al presente, l'aspirante genio del male Jack Spicer riceve la scatola contenente Wuja in regalo dai suoi genitori, risvegliando la strega sottoforma di un fantasma. Nel frattempo, il giovane monaco Omi, al Tempio Xiaolin guidato dal maestro Fung, conosce le nuove reclute Kimiko, Clay e Raimundo ma l'incontro è interrotto dalla rivelazione del primo Shen Gong Wu, scatenato proprio dal ritorno di Wuya, che il gruppo di monaci deve recuperare grazie a Dojo, il mitico drago di Dashi che conosce l'ubicazione di tutti gli Shen Gong Wu. Il primo di essi è della Moneta della Mantide, un gettone che consente di assumere l'agilità propria di una mantide, ma a causa della poca affinità della squadra Xiaolin, essa viene recuperata da Jack Spicer e Wuya. Il gruppo riesce però a rifarsi riuscendo ad entrare in possesso della Tunica Salvavita, una tunica che può trasformarsi in un'armatura indistruttibile e pesantissima. Con essa Omi affronta il suo primo Xiaolin Showdown per contendersi l'Occhio di Dashi con Jack Spicer: grazie ai consigli appresi dai suoi nuovi amici, Omi, seppur svantaggiato in partenza, riesce a vincere il duello e ad acquisire i primi tre Shen Gong Wu.
Shen Gong Wu rivelati: Moneta della Mantide, Tunica Salvavita, Occhio di Dashi

### 2. Come una roccia!
Dopo la rivelazione di un nuovo e potente Shen Gong Wu, il Pugno di Tebigong, Omi, Kimiko e Raimundo devono affidarsi unicamente a Clay dopo essere rimasti rinchiusi all'interno di una scatola invisibile creata da un mimo dai veri poteri magici. Clay, le cui abilità fuori dalla norma sono fonte di sfiducia da parte degli altri monaci, riesce invece a vincere il suo primo Xiaolin Showdown contro Jack Spicer senza neanche impegnare le proprie forze, accaparrandosi così il Pugno di Tebigong. 
Shen Gong Wu rivelati: Terzo Braccio, Pugno di Tebigong

### 3. Sesso debole?
Dopo aver perso uno Xiaolin Showdown contro Jack Spicer per il Bastone della Scimmia, il temperamento irascibile di Kimiko la rende oggetto di scherno dal resto del gruppo solo perché donna, ma il ritrovamento del Pettine Immobilizzante, uno Shen Gong Wu che richiede un'ottima concentrazione per poter essere utilizzato, la costringe a fare i conti con il suo autocontrollo. Dopo la rivelazione degli Artigli della Tigre d'oro, un potente Shen Gong Wu che consente di trasportarsi in qualunque luogo, Kimiko deve affrontare nuovamente un duello contro Jack Spicer che vince solo dopo essersi a pieno concentrata ed aver evitato di lasciarsi prendere dal panico. Wuya, riconoscendo l'incapacità di Jack Spicer di vincere gli Xiaolin Showdown, decide di allearsi con la cugina di quest'ultimo, Katnappe.
Shen Gong Wu rivelati: Stivali a Reazione, Bastone della Scimmia, Pettine Immobilizzante, Artigli della Tigre d'oro

### 4. Katnappe!
Omi perde i potenti Artigli della Tigre d’oro dopo un velocissimo Xiaolin Showdown contro Katnappe, la cugina di Jack Spicer ed amante dei gatti, reclutata da Wuya come sua nuova adepta, per le Bacchette Mutanti, un nuovo Shen Gong Wu che consente di rimpicciolirsi alle dimensioni di un chicco di riso, ma la giovane, scoperto l’incredibile potere degli Artigli ripudia le manie di conquista di Wuya preferendo darsi a furti di vestiti presso i centri commerciali. Il gruppo Xiaolin impara dal maestro Fung il significato di una sconfitta e, dopo essere riusciti a rintracciare Katnappe, Omi si disfa degli Artigli, gettandoli nel tunnel dimensionale che porta al centro della terra. 
Shen Gong Wu rivelati: Bacchette Mutanti

### 5. La sfida di Raimundo
Jack Spicer e Wuya reclutano il ninja Tubbimura per entrare in possesso di nuovi Shen Gong Wu ed egli, per dimostrare il proprio valore, si offre di consegnarli la Spada della Tempesta, un nuovo Shen Gong Wu appena rivelato. Al Tempio Xiaolin, Omi spiega di essere informato sulle reali abilità della Spada ma Raimundo trascura tali dettagli, per poi perdere lo Shen Gong Wu dopo averlo usato impropriamente contro Tubbimura che riesce così a consegnarlo a Jack Spicer. La Spada della Tempesta è infatti una spada intangibile fatta di aria per cui non può essere usata come una normale spada e serve bensì a controllare il vento. Tornato al tempio, Raimundo, deluso da se stesso, passa la notte ad informarsi sugli Shen Gong Wu, svelando agli altri le abilità della Cortina d’Ombra, appena rivelatasi, ovvero un mantello che permette di diventare invisibili. Raimundo affronta così Tubbimura in un duello sfidandolo in uno She Ni Bu, ovvero uno Xiaolin Showdown doppio in cui entrambi i contendenti scommettono due Shen Gong Wu con la possibilità di scambiarseli: combinando le proprietà della Spada della Tempesta e dell’Occhio di Dashi, Raimundo riesce così a vincere lo scontro, acquisendo sia la Cortina d’Ombra che la Spada della Tempesta.
Shen Gong Wu rivelati: Spada della Tempesta, Cortina d’Ombra

### 6. Camaleonte
Jack Spicer, rimasto con un solo Shen Gong Wu, le Bacchette Mutanti, costruisce un nuovo robot con la capacità di cambiare forma con il quale sostituisce Kimiko, in modo tale che possa entrare in possesso degli Shen Gong Wu custoditi al tempio Xiaolin. Omi però, grazie al suo sviluppato sesto senso, diffida della ragazza capendo che non si tratta di Kimiko, soprattutto dopo che quest’ultima perde uno Xiaolin Showdown contro Spicer per l’Elmo di Jong. Il robot riesce ad infiltrarsi nella cripta del tempio dove sono custoditi gli Shen Gong Wu ma viene ostacolato da Omi, Clay e Raimundo. Durante lo scontro, tuttavia, Jack Spicer sfrutta il potere delle Bacchette Mutanti per rubare gli Shen Gong Wu senza che i monaci Xiaolin se ne accorgano, mentre Kimiko riesce a liberarsi dalla sua prigionia e fa ritorno al tempio. Cercando di capire chi tra le due sia la vera Kimiko, Omi elimina fortunatamente il robot, confessando di essersi affidato al caso anziché all’intuito. Il maestro Fung e i monaci scoprono però che tutti i loro Shen Gong Wu sono stati sottratti da Spicer ad eccezione della Moneta della Mantide, mentre nel covo di Spicer, Wuya gongola per gli Shen Gong Wu rubati, preannunciando il ritorno di Mala Mala Jong.
Shen Gong Wu rivelati: Elmo di Jong

### 7. L’anello dei nove draghi
Dopo aver cercato di svolgere più attività contemporaneamente senza però riuscirci, Omi sfrutta il potere di un nuovo Shen Gong Wu, l’Anello dei nove Draghi, che consente di dividersi fino a nove copie di sé stessi, disubbidendo però al maestro Fung, che ha vietato l’uso dello Shen Gong Wu a causa delle sue pericolose implicazioni: l’anello infatti non divide solo il corpo ma anche la mente e le abilità di un individuo, si per cui più copie si creano più esse saranno meno efficienti dell’originale. Dopo aver già testato l’Anello durante la notte, Omi lo utilizza nuovamente per trovare l’Occhio del Falco, un nuovo Shen Gong Wu nascosto su una montagna che consente di vedere attraverso gli oggetti. Tuttavia, a trovare lo Shen Gong Wu è una delle 5 copie di Omi, la quale è costretta a partecipare ad uno Xiaolin Showdon contro Jack Spicer, riuscendo incredibilmente a cavarsela. Giunta però per afferrare lo Shen Gong Wu, la copia si addormenta e precipita nella neve: le altre copie si gettano così su di essa per riunirsi in unico Omi che tenta di recuperare invano l’Occhio del Falco, avendo lasciato a Jack Spicer troppo vantaggio. Il gruppo ritorna sconfitto al tempio, dove Omi deve accettare la punizione del maestro Fung per avergli disubbidito e aver perso un altro Shen Gong Wu, venendo però rincuorato dal fatto che adesso è Spicer ad aver a che fare con più copie di sé stesso.
Shen Gong Wu rivelati: Anello dei nove Draghi, Occhio del Falco 

### 8. La notte del Drago Zaffiro
I monaci Xiaolin riescono a recuperare un nuovo e misterioso Shen Gong Wu, dalle sembianze di un drago nero, all’interno di un vulcano dopo aver sconfitto Jack Spicer. Tornati al tempio, tuttavia, il pericoloso potere dello Shen Gong Wu si rivela dopo che Kimiko ne gratta la superficie, rivelando che esso era ricoperto di fuliggine vulcanica: si tratta del Drago Zaffiro, uno Shen Gong Wu vivente e per questo uno dei più pericolosi che cela al suo interno un drago che trasforma chiunque in statue di zaffiro grazie alle sue potenti fiamme blu. Kimiko, Clay, il maestro Fung, Raimundo e Omi vengono progressivamente tramutati in statue controllate dal drago e spetta a Dojo, unico rimasto, affrontare il drago e salvare i suoi amici. Servendosi della salsa piccante di Clay, Dojo riesce a sprigionare delle potenti fiamme, ricoprendo nuovamente di fuliggine il Drago Zaffiro che ritorna quindi sotto forma di Shen Gong Wu.
Shen Gong Wu rivelati: Drago Zaffiro  

### 9. Il mio fratello Omi
Giunti a New York per rintracciare la Coda del Serpente, un nuovo Shen Gong Wu che rende intangibili e consente di attraversare le pareti, i guerrieri Xiaolin perdono le tracce di Omi, che fa la conoscenza di Jermain, un ragazzino appassionato di palla canestro, al quale Omi racconta degli Shen Gong Wu e di essere un guerriero Xiaolin, a cui Jermain fa fatica a credere. Nel frattempo il resto del gruppo rintraccia la Coda del Serpente nella metro di New York ma viene ostacolato da Jack Spicer. Lo Shen Gong Wu emerge in superficie e Omi sfida Jack Spicer ad uno She Ni Bu a coppie a cui partecipano anche Jermain e il nuovo bot di Spicer: la sfida consiste in una partita a pallacanestro e, seppur inizialmente in svantaggio, i due nuovi amici riescono a vincere e si promettono che si incontreranno di nuovo.
Shen Gong Wu rivelati: Coda del Serpente 

### 10. Il Grande Texas
Il padre di Clay fa visita al tempio Xiaolin per ri-portare con sé il figlio al ranch di famiglia ma Clay si oppone mostrando al padre in cosa consiste la missione dei monaci Xiaolin quando si rivela il Globo di Tornami, uno Shen Gong Wu in grado di generare inondazioni. Clay però fallisce dopo che il Globo viene preso da Jack Spicer, per cui è costretto ad abbandonare il tempio. Il gruppo è rammaricato per la mancanza di Clay ma Dojo rivela di aver capito che la stella che il padre di Clay porta sul petto e che appartiene da generazioni alla sua famiglia è in realtà uno Shen Gong Wu, la Stella Hanabi, per cui il gruppo si reca al ranch di Clay per mettere in guardia il padre da Jack Spicer. Mentre il gruppo si presta alle attività della fattoria, la Stella Hanabi si rivela e Jack Spicer giunge al ranch minacciando il padre di Clay, prima di far allagare il ranch per mezzo del Globo di Tornami. Clay recupera la Stella e sconfigge Spicer ad uno Xiaolin Showdown, dimostrando al padre di non essere più un ragazzino, convincendolo a poter restare al tempio Xiaolin. 
Shen Gong Wu rivelati: Globo di Tornami, Stella Hanabi 

### 11. L’unione fa la forza
Dopo aver passato settimane in assenza di Shen Gong Wu da trovare, i dissapori tra i guerrieri Xiaolin aumentano dopo una prova del maestro Fung sulla collaborazione. Intanto, la rivelazione di quattro Shen Gong Wu contemporaneamente costringe il gruppo a dividersi mentre Wuja trama in segreto per riuscire ad imprigionarli servendosi dell’aiuto di Katnappe, Chameleon Bot e Tubbimura: Kimiko affronta Katnappe per il Loto Tiramolla, che consente di distorcere il proprio corpo come se fosse di gomma, Raimundo si scontra con Chameleon Bot per l’Aquilone del Drago, che permette di volare, Clay affronta Tubbimura per la Lingua di Saiping, che consente di comunicare con gli animali, mentre Omi sfida Jack Spicer per la Lanterna di Sun-Chi. Tutti i guerrieri Xiaolin vengono però sconfitti e rapiti ad eccezione di Omi che si infiltra nella base di Jack Spicer per liberare i suoi amici, servendosi unicamente della Lanterna di Sun-Chi, grazie alla quale può assorbire le energie dei suoi amici e servirsene per sconfiggere i nemici. Tornati al tempio Xiaolin con qualche Shen Gong Wu in più, il gruppo, allentati i propri dissapori, porta a termine la prova del maestro Fung. 
Shen Gong Wu rivelati: Loto Tiramolla, Aquilone del Drago, Lingua di Saiping, Lanterna di Sun-Chi

### 12. Mala Mala Jong
Dopo aver perso il Cuore di Jong in uno Xiaolin Showdown contro Jack Spicer, Omi e i guerrieri Xiaolin vengono incaricati dal maestro Fung di abbandonare il tempio Xiaolin per mettere al sicuro gli Shen Gong Wu in vista del ritorno di Mala Mala Jong. Wuya e Jack Spicer hanno infatti utilizzato il Cuore di Jong per riportare in vita il potente demone guerriero assemblandolo con diversi Shen Gong Wu. I guerrieri Xiaolin accolgono l'ordine del maestro Fung tranne Raimundo che, desideroso di mettere alla prova le sue abilità contro un avversario temibile come Mala Mala Jong vorrebbe restare per aiutare i monaci nella difesa del tempio: per questo motivo, mentre gli altri discutono di un possibile piano per sconfiggere Mala Mala Jong, Raimundo fa segretamente ritorno al tempio ma viene rimproverato dal maestro Fung, prima di cadere anch'egli sconfitto. Wuya, però, si addentra nella sua mente e riesce così a scoprire dove si stanno nascondendo i restanti guerrieri Xiaolin. Al sopraggiungere di Mala Mala Jong, Omi decide di usare la Coda del Serpente per raggiungere il centro della Terra e recuperare gli Artigli della Tigre d'oro di cui egli stesso si era precedentemente disfatto. Recuperati gli Artigli, riesce a teletrasportarsi nel petto di Mala Mala Jong e a strappargli il Cuore, sconfiggendolo definitivamente, mentre Wuya si ritira delusa per la sconfitta subita. Per premiare il coraggio dimostrato nell'affrontare Mala Mala Jong, il maestro Fung promuove Omi, Clay e Kimiko ad Apprendisti Xiaolin ad eccezione di Raimundo che viene rimandato per non aver prestato ascolto al maestro, mentre Wuya trama nell'ombra per avvicinarlo alle forze del male.
Shen Gong Wu rivelati: Cuore di Jong

### 13. In carne ed ossa
Raimundo, frustrato per non essere stato promosso ad Apprendista Xiaolin, viene tentato dalla proposta di Wuya, ripudiata da Jack Spicer dopo averlo sostituito con Mala Mala Jong, di avvicinarsi alle forze del male per ottenere tutto ciò che vuole. In seguito alla rivelazione dello Specchio Invertente, che può invertire le abilità di qualunque Shen Gong Wu, Raimundo, che riesce a vincere lo Specchio in uno Xiaolin Showdown contro Spicer, passa definitivamente dalla parte di Wuya, accettando di aiutarla a ritornare in forma umana, rubando la Coda del Serpente dal tempio Xiaolin. La Coda del Serpente, infatti, che rende intangibili, se usata in combo con lo Specchio Invertente può difatti rendere materiale ciò che è intangibile e quindi trasformare Wuya dalla sua forma spettrale a quella umana. Nonostante l’intervento di Omi, Kimiko e Clay che hanno imparato ad utilizzare alcuni Shen Gong Wu in combinazione con le loro abilità Xiaolin (Omi può congelare l’acqua emessa dal Globo di Tornami, Kimiko può emettere fiamme dalla Stella Hanabi mentre Clay può rendere di pietra il Terzo Braccio), il piano di Wuya ha successo e la malvagia strega ritorna nella sua potente forma umana, pronta a dominare il mondo. 
Shen Gong Wu rivelati: Specchio Invertente 

## Stagione 2
| n° | Titolo originale                  | Titolo italiano                 | Prima TV USA      |
| -- | --------------------------------- | ------------------------------- | ----------------- |
| 14 | Days Past                         | Incontro nel passato            | 11 settembre 2004 |
| 15 | Citadel of Doom                   | La fortezza della morte         | 18 settembre 2004 |
| 16 | The Shard of Lightning            | La sfera del fulmine            | 25 settembre 2004 |
| 17 | The Crystal Glasses               | Gli occhiali di cristallo       | 2 ottobre 2004    |
| 18 | Pandatown                         | Pandatown                       | 9 ottobre 2004    |
| 19 | Sizing Up Omi                     | Piccolo grande Omi              | 30 ottobre 2004   |
| 20 | Enter the Dragon                  | Dentro il drago                 | 6 novembre 2004   |
| 21 | The Sands of Time                 | Le sabbie del tempo             | 13 novembre 2004  |
| 22 | Hear Some Evil, See Some Evil     | La conchiglia leggi pensieri    | 20 novembre 2004  |
| 23 | Dreamscape                        | Sogno o son desto?              | 27 novembre 2004  |
| 24 | Master Monk Guan                  | Zuppa di drago                  | 11 dicembre 2004  |
| 25 | The Evil Within                   | Il male dentro                  | 5 febbraio 2005   |
| 26 | The Deep Freeze                   | L'uomo di neve                  | 12 febbraio 2005  |
| 27 | Screams of the Siren              | L'urlo della sirena             | 19 febbraio 2005  |
| 28 | The Black Vipers                  | Le vipere nere                  | 26 febbraio 2005  |
| 29 | The Emperor Scorpion Strikes Back | I terribili 4                   | 19 aprile 2005    |
| 30 | The Return of PandaBubba          | Un papà da salvare              | 23 aprile 2005    |
| 31 | The Last Temptation of Raimundo   | L'ultima tentazione di Raimundo | 23 aprile 2005    |
| 32 | The Year of the Green Monkey      | L'anno della Scimmia Verde      | 30 aprile 2005    |
| 33 | The Demon Seed                    | Il seme del male                | 30 aprile 2005    |
| 34 | The New Order                     | Il potere del male              | 7 maggio 2005     |
| 35 | The Apprentice                    | L'apprendista                   | 7 maggio 2005     |
| 36 | Something Jermaine                | Veri amici                      | 14 maggio 2005    |
| 37 | Dangerous Minds                   | Menti pericolose                | 14 maggio 2005    |
| 38 | Judging Omi (1)                   | La profezia si avvera           | 21 maggio 2005    |
| 39 | Saving Omi (2)                    | Per il bene di Omi              | 21 maggio 2005    |

### 14. Incontro nel passato
Omi, Kimiko e Clay tentano invano di sopraffare una ridestata Wuya ma la strega risulta essere superiore persino al potere potenziato degli Shen Gong Wu. I guerrieri Xiaolin fuggono grazie all'aiuto di Jack Spicer che vuole sconfiggere Wuya per poter essere lui a dominare il mondo, mentre la strega crea la propria fortezza e si appresta a conquistare il mondo con i propri golem di pietra viventi. Mentre studiano un piano per sconfiggere Wuya, i guerrieri Xiaolin convengono che l'unico modo sarebbe ottenere una scatola rompicapo come quella creata dal Gran Maestro Dashi per rinchiudere la strega e Jack Spicer rivela allora di aver progettato una macchina del tempo che funziona solo per pochi secondi. Usando l'energia sprigionata dall'Occhio di Dashi, Omi decide di tornare 1.500 anni nel passato per cercare Dashi e farsi progettare un'altra scatola rompicapo, tornando così al tempo in cui il Grande Maestro aveva appena sconfitto Wuya. Dopo aver incontrato il maestro e un giovane Dojo, Omi riesce ad ottenere una nuova scatola rompicapo da Dashi ma si rende ben presto conto di essere rimasto bloccato nel passato. Nel presente, infatti, Kimiko si infuria con Jack Spicer per aver spedito Omi indietro nel tempo senza sapere come farlo tornare nel presente. 
N.B. In questo episodio, quando Omi torna nel passato e incontra Dashi, vengono menzionate le Ali di Tinabi e appaiono le Sabbie del Tempo, due Shen Gong Wu che saranno rivelati negli episodi successivi. 

### 15. La fortezza della morte
Kimiko, Clay, Dojo e Jack Spicer vengono catturati da Wuya e confinati nelle sue segrete mentre Raimundo comincia a sviluppare un senso di colpa per il destino a cui andranno incontro gli amici se non si dovessero convertire al lato Heylin. Il gruppo, compreso Spicer, viene però liberato da Omi, incredibilmente tornato nel presente. Quest'ultimo spiega agli amici di aver aspettato 1.500 anni ibernato nel punto in cui Wuya avrebbe costruito la sua fortezza grazie al Globo di Tornami e di essersi liberato proprio in seguito al risveglio della strega. Il gruppo studia quindi un piano per imprigionare la strega, nonostante debbano affidarsi a Spicer per l'apertura della scatola rompicapo dato che egli è già riuscito ad aprirla. Kimiko e Clay effettuano un diversivo per distrarre Raimundo mentre Omi e Spicer tentano invano di imprigionare Wuya. Il piano fallisce e Wuya minaccia di stritolare Spicer e i guerriri Xiaolin ma Raimundo, desiderando salvare i suoi amici, riesce ad aprire la scatola: lo spirito di Dashi tramuta Wuya in forma spettrale nuovamente ed essa viene confinata all'interno della scatola. Con la scomparsa della magia Heylin di Wuya, la fortezza crolla e tutto il mondo ritorna nella sua forma originale mentre i monaci Xiaolin fanno ritorno al tempio. Raimundo rifiuta la cintura offerta dal maestro Fung per diventare Appredista Xiaolin, avendo capito di doversela meritare mentre Spicer ritorna alle sue ambizioni malvagie, giurando nuovamente ostilità al gruppo. Intanto, tra le macerie della fortezza di Wuya, la scatola contenente la strega viene trovata da Katnappe.

### 16. La sfera del fulmine
Katnappe libera Wuya, facendosi promettere di ottenere tutto ciò che vuole, giusto in tempo per la rivelazione di un nuovo e potente Shen Gong Wu: si tratta della Sfera del Fulmine, che consente di spostarsi alla velocità della luce per pochi secondi, nello spazio di un fulmine per l’appunto. I guerrieri Xiaolin giungono sulla scena ma la Sfera viene recuperata da Jack Spicer, il quale sembra aver sviluppato delle notevoli capacità di combattimento. In seguito, mentre i guerrieri Xiaolin si allenano con alcuni Shen Gong Wu, essi sembrano sparire misteriosamente nel nulla: in realtà è Jack Spicer ad averli rubati sfruttando il potere della Sfera del Fulmine. I monaci Xiaolin scoprono anche che egli ha creato un nuovo robot identico a sé stesso con delle abilità fuori dalla norma che ha usato per recuperare la Sfera del Fulmine. Giunti sul posto per recuperare un nuovo Shen Gong Wu (la Manta d’Argento, uno Shen Gong Wu da trasporto che consente di viaggiare in acqua e in aria), Katnappe ripudia Wuya essendosi stufata di una vita troppo faticosa alla ricerca degli artefatti magici, mentre Omi, Jack Spicer e il Jack Spicer Bot si affrontano in uno Xiaolin Showdown Trio per la Manta d’Argento: Spicer viene eliminato dal suo stesso robot e così Omi, sfruttando i consigli di Spicer stesso e il potere della Lingua di Saiping, riesce a sconfiggere il bot e ad ottenere la Sfera del Fulmine.  
Shen Gong Wu rivelati: Sfera del Fulmine, Manta d’Argento

### 17. Gli occhiali di cristallo
I guerrieri Xiaolin giungono in Russia su un Dojo in preda ad un’eruzione cutanea per trovare i potenti Occhiali di Cristallo, che consentono di vedere nel futuro. Ostacolati da Jack Spicer, riescono ad entrare in possesso degli Occhiali grazie a Vlad, un venditore russo che aveva aiutato Dojo a risolvere il suo prurito, il cui carretto viene distrutto da Spicer. I monaci lo spingono quindi ad unirsi all’ordine Xiaolin e lo conducono al tempio, ma Vlad è segretamente una spia di Spicer che ha finto di prendersela con lui. In seguito alla volontà da parte di tutti di provare i famigerati Occhiali di Cristallo, Omi, manipolato da Vlad sulla sua proverbiale saggezza, prova gli Occhiali vedendo però un futuro in cui egli è divenuto malvagio. Sconcertato da questa rivelazione, viene incoraggiato da Vlad ad abbandonare il tempio. Intanto, i monaci Xiaolin, scoperto l’abbandono di Omi, riescono a rintracciarlo proprio usando gli Occhiali mentre Dojo scopre che Vlad lavora per Spicer e lo rivela agli altri. Nel frattempo, viene rivelata la Miniera degli Shen Gong Wu, un luogo in cui sono nascosti numerosi Shen Gong Wu che Spicer ha già recuperato. I guerrieri Xiaolin giungono sulla scena con un Omi deluso e ancora congelato ma Vlad rivela erroneamente di aver usato appositamente lo Specchio Invertente su Omi mentre egli indossava gli Occhiali di Cristallo, ribaltando il suo futuro, tutt’altro che malvagio. Scoperta la verità, Omi riacquista fiducia in se stesso  e sfida Vlad ad uno Xiaolin Showdown per l’ultimo Shen Gong Wu rimasto nella miniera: sfruttando il potere degli Occhiali e dell’acqua riesce a vincere e a portare con sé tutti gli Shen Gong Wu recuperati da Spicer.
Shen Gong Wu rivelati: Occhiali di Cristallo, Miniera degli Shen Gong Wu (tra cui Elmo di Mushu)  
N.B. In questo episodio è presente un errore: dopo la rivelazione della Miniera degli Shen Gong Wu, vengono mostrati il Lazo Boa Boa, lo Spara Sballo e i Sandali Gambalunga, degli Shen Gong Wu che saranno rivelati più avanti nel corso della serie. Inoltre, a parte l’Elmo di Mushu nessuno degli Shen Gong Wu nascosti nella Miniera viene mai mostrato nella serie, se non nelle carte collezionabili vendute solo negli Stati Uniti.   

### 18. Pandatown
Dopo il tentativo fallito di Raimundo di padroneggiare il suo elemento ed ottenere la cintura degli Apprendisti Xiaolin a causa della saccenza di Omi, i guerrieri Xiaolin scoprono che alcuni criminali di Hong Kong stanno usando alcuni Shen Gong Wu per commettere furti nella città. Jack Spicer infatti ha barattato tutti i suoi Shen Gong Wu (ad eccezione del Bastone della Scimmia) con un potente criminale di nome Panda Bubba per ottenere alcuni pezzi di ricambio per i suoi robot. Spinto da Wuya, Jack si reca alla corte di Panda Bubba scoprendo la stanza segreta in cui egli custodisce gli Shen Gong Wu ma viene fermato dal criminale che, anzi, vuole ulteriori Shen Gong Wu per compiere le sue rapine. Spicer si allea così con i guerrieri Xiaolin, giunti sul posto per recuperare gli Shen Gong Wu, ma alla prima occasione li tradisce facendoli imprigionare da Panda Bubba, ad eccezione di Raimundo. Quest’ultimo, giunto al tempio, avvisa il maestro Fung che gli scagnozzi di Panda Bubba hanno intenzione di rubare gli Shen Gong Wu nascosti nella cripta e, autorizzato dal maestro, studia un piano per fermare il criminale, facendo rubare ai suoi scagnozzi degli Shen Gong Wu falsi mentre usa quelli veri per liberare i restanti guerrieri Xiaolin. Si scatena una caccia agli Shen Gong Wu usati dalla banda criminale che si conclude con uno Xiaolin Showdown Trio tra Raimundo, Spicer e lo stesso PandaBaba. Raimundo, sfruttando le capacità del suo elemento riesce a vincere il triello e, di conseguenza, ad ottenere la cintura degli Apprendisti Xiaolin. Ora che tutti i guerrieri Xiaolin hanno imparato a padroneggiare il loro elemento, essi possono unirsi nella Formazione Kumei dei Dragoni Xiaolin.

### 19. Piccolo grande Omi
Dopo aver perso le Ali di Tinabi, uno Shen Gong Wu che consente di volare rilasciando dietro di sé una scia arcobaleno, Omi usa le Bacchette Mutanti in combo con lo Specchio Invertente per aumentare di dimensione, in modo da poter affrontare il Ciclope reclutato da Wuya e Jack Spicer. Tuttavia, durante uno Xiaolin Showdown contro il Ciclope per il Guanto di Jisaku, Clay perde lo Specchio Invertente; Omi, giunto sulla scena in ritardo poiché troppo grande per salire sul dorso di Dojo, decide di ritornare alle sue dimensioni normali ma le Bacchette Mutanti lo rimpiccioliscono notevolmente fino alle dimensioni di una formica. I guerrieri Xiaolin capiscono che poiché Omi aveva usato le Bacchette in combinazione con lo Specchio Invertente, per tornare alle sue dimensioni normali dovrà usare nuovamente entrambi gli Shen Gong Wu, per cui si infiltrano nella base di Jack Spicer ma vengono nuovamente sconfitti dal Ciclope, allorché Spicer propone di cederli lo Specchio in cambio di tutti i loro Shen Gong Wu, richiesta che i guerrieri sono costretti a rifiutare, rischiando che Omi resti per sempre minuscolo. In seguito alla rivelazione di un altro Shen Gong Wu, la Spina del Fulmine, però, Omi affronta il Ciclope in uno She Ni Bu, mettendo in palio lo Specchio Invertente. Avendo vinto usando le Ali di Tinabi, Omi riesce a recuperare lo Specchio e a tornare della giusta dimensione.
Shen Gong Wu rivelati: Ali di Tinabi, Guanto di Jisaku, Spina del Fulmine

### 20. Dentro il drago
Dojo sta sviluppando i sintomi della strana malattia che lo colpisce ogni 1.500 anni e che lo rende affamato di Shen Gong Wu per cui è costretto a rimanere confinato all’interno di una casetta per circa un giorno ed Omi viene incaricato dal Maestro Fung di controllarlo, venendo avvisato che il drago userà ogni espediente pur di uscire. Così, mentre Kimiko, Clay e Raimundo vanno alla ricerca di un nuovo Shen Gong Wu a bordo della Manta d’Argento (per sostituire Dojo), Omi viene ingannato dal drago, che finge di essere scappato, rinchiudendo Omi al suo posto nella casetta ed originando un altra testa, prima di ingrandirsi e andare a caccia di Shen Gong Wu. Intanto, i monaci Xiaolin tornano al tempio, liberando Omi dalla sua prigionia mentre la fame di Shen Gong Wu di Dojo si scatena prima catturando Jack Spicer e Wuya mentre questi cercava di recuperare un altro Shen Gong Wu e poi attaccando il tempio, ingurgitando Clay, Kimiko, Raimundo e il maestro Fung. Omi, desideroso di vendetta, si fa mangiare apposta dal drago per poi progettare un piano per catturarlo servendosi solo delle Bacchette Mutanti, che usa per rimpicciolirsi e fuoriuscire da Dojo attraverso i suoi pori, lo Specchio Invertente, per ingrandire la casetta di Dojo in combo con le Bacchette, e la Cortina d’Ombra per nascondere la casetta. Sfida così Dojo ad uno Xiaolin Showdown per lo Sputa-Seta, riuscendo ad intrappolarlo nuovamente. Guarito dalla sua malattia per gli Shen Gong Wu, Dojo, in preda ad un’indigestione, vomita Jack Spicer, rimasto confinato all’interno del drago.
Shen Gong Wu rivelati: Tunnel Armadillo, Trappola Volante, Sputa-Seta  

### 21. Le sabbie del tempo
Durante uno scontro con Jack Spicer, un meteorite impatta sul tempio Xiaolin: si tratta in realtà di un messaggio inviato dal futuro da un Omi anziano, il quale comunica alla sua versione più giovane di dover recuperare le Sabbie del Tempo, uno Shen Gong Wu che permette di viaggiare nel tempo, prima che esse si rivelino, se vuole evitare che il futuro sia governato dalle forze del male. I guerrieri Xiaolin vanno quindi a caccia delle Sabbie del Tempo, venendo ingannati da un’insegna colorata che in realtà è il logo di un set cinematografico su un film ispirato all’antico Egitto, tanto che, perdendo troppo tempo, le vere Sabbie del Tempo vengono poi recuperate da Spicer e Wuya. Spicer usa lo Shen Gong Wu per assemblare una squadra di cattivi storici tra cui Attila, il pirata Barbanera, Buffalo Bill e la sua insegnante di matematica mentre i guerrieri Xiaolin si infiltrano nel suo covo per recuperare le Sabbie del Tempo, venendo però sconfitti. Jack decide inoltre di usare lo Shen Gong Wu per viaggiare nel futuro e contattare il Jack più anziano, in modo tale da conoscere l’ubicazione degli Shen Gong Wu e il loro ordine di rivelazione. I guerrieri Xiaolin lo anticipano sentendolo parlare del Rubino di Ramses, uno Shen Gong Wu dai poteri tele-cinetici che consente di muovere qualunque oggetto a proprio piacimento, riconoscendolo nel rubino posto sulla fronte della statua egizia nel set cinematografico in cui si erano recati erroneamente. Mentre la squadra di malvagi di Spicer combatte contro i guerrieri Xiaolin, Omi recupera le Sabbie del Tempo e trasporta l’Omi anziano nel presente: si innesca così uno She Ni Bu tra i due Omi e i due Jack per il Rubino di Ramses, al termine del quale i due Omi trionfano. Recuperate le Sabbie del Tempo, Omi le consegna all’Omi anziano, il quale le nasconderà per evitare che vengano usate impropriamente.
Shen Gong Wu rivelati: Sabbie del Tempo, Dolce Bebè fra di noi, Rubino di Ramses 

### 22. La conchiglia leggi pensieri
I guerrieri Xiaolin devono mettere alla prova la loro capacità di comunicare tra loro quando un nuovo Shen Gong Wu si rivela: si tratta della Conchiglia Leggi-pensieri, che consente di leggere i pensieri altrui avvicinandola all’orecchio. Il potente potere dello Shen Gong Wu però finisce con il mettere gli apprendisti Xiaolin uno contro l’altro, permettendo così a Jack Spicer di rubare degli Shen Gong Wu dalla cripta del tempio. Il gruppo è così costretto a collaborare senza darsi contro per riappropriarsi dei propri Shen Gong Wu mentre Dojo è vittima dei giochi della cuginetta di Spicer. Alla fine, durante uno Xiaolin Showdown tra Omi e Spicer, nonostante quest’ultimo possieda la Conchiglia Leggi-pensieri, il gruppo, collaborando, riesce ad usare il potere dello Shen Gong Wu contro Spicer stesso e a garantire ad Omi il successo nella sfida.
Shen Gong Wu rivelati: Conchiglia Leggi-pensieri 

### 23. Sogno o son desto?
Jack Spicer riesce ad appropriarsi dell’Ombra della Paura, un nuovo e potente Shen Gong Wu che permette di entrare nella mente e dare vita alle paure altrui, riuscendo pertanto ad evocare le paure più profonde dei guerrieri Xiaolin, specialmente di Omi, nonostante questi avesse dichiarato di non aver paura di nulla. Il gruppo è quindi costretto a fare i conti con le proprie paure (la nonna di Clay, la vecchia bambola di Kimiko, una medusa gigante per Raimundo e lo scoiattolo Zampetta per Omi) quando Spicer ruba alcuni Shen Gong Wu dalla cripta del tempio dopo aver messo fuorigioco Omi. Con la rivelazione di un nuovo Shen Gong Wu da trasporto, il Puma Acquattato, I guerrieri Xiaolin adottano la strategia di scambiarsi le paure durante lo scontro, prima di dare inizio ad uno Xiaolin Showdown a 8 in cui ciascuno di loro sarà coinvolto in un duello sumo contro la propria paura. I guerrieri Xiaolin riescono a superare la propria fobia con successo e, alla fine, dopo che Omi è riuscito a rubare l’Ombra della Paura, guardano nella mente di Spicer scoprendo che la sua paura più grande è quella di essere scaricato in un gabinetto.
Shen Gong Wu rivelati: Ombra della Paura, Puma Acquattato 

### 24. Zuppa di drago
Dopo aver sconfitto molto facilmente i nuovi Wuya Bot di Jack Spicer e essere entrati in possesso del Lazo Boa Boa, i guerrieri Xiaolin incontrano il Maestro Guan, un guerriero Xiaolin molto abile nelle arti marziali noto soprattutto per la sua popolare lancia. Il maestro segue i monaci al tempio Xiaolin dove comunica a Dojo, deriso dai guerrieri per la sua propensione a mangiare, di volerlo far conoscere ad un amico che potrebbe apprezzare le sue doti nel riconoscimento degli Shen Gong Wu. In realtà, Guan ha di fatto teso una trappola a Dojo, conducendolo segretamente nella tana di Chase Young, un potente signore del male, per uno scambio con la sua lancia, che Young gli aveva sottratto dopo aver perso uno scontro. I guerrieri Xiaolin percepiscono l’assenza di Dojo e usando un trasmettitore riescono a raggiungere l’ubicazione di un nuovo Shen Gong Wu, i Sandali Gambalunga, seguendo Jack Spicer; qui i guerrieri incontrano nuovamente Dojo, ormai appartenente a Chase Young, che si è recato sul posto perché incuriosito dai monaci Xiaolin di cui ha tanto sentito parlare, mentre Spicer si ritrova davanti al suo idolo assoluto. Dojo spiega ai guerrieri quanto compiuto da Guan, per cui i monaci lo raggiungono ed egli spiega loro di aver agito in tal modo perché spinto dal desiderio di riconquistare la sua lancia, sottrattagli da Young dopo aver perso uno scontro, oltre a raccontare delle origini di Chase Young, inizialmente anch’egli un guerriero Xiaolin, voltato poi al male dopo aver venduto la propria anima in cambio dell’eterna giovinezza. I guerrieri scoprono così che in realtà Chase Young ha preteso Dojo perché intende cuocerlo in una speciale zuppa di cui egli necessita per mantenere la sua forma umana. I monaci raggiungono la tana di Young per salvare Dojo ma il signore del male rivela la sua vera natura, mostrandosi come un essere lucertoloide a metà tra un drago e un uomo. Dopo aver sconfitto i monaci Xiaolin, però, Young viene sfidato ad un normale Showdown da Guan, deciso a redimersi dopo le parole di incoraggiamento di Omi, e viene abilmente sconfitto dal maestro, accettando di rilasciare i guerrieri e Dojo. Al termine del duello, Guan rende ad Omi la propria lancia, avendo compreso di non averne bisogno per essere un potente guerriero.
Shen Gong Wu rivelati: Lazo Boa Boa, Sandali Gambalunga 

### 25. Il male dentro
Dopo aver quasi perso il Mosaico a Scaglie per via di un suo errore, Kimiko cerca di porvi rimedio ma finisce con il rompere lo Shen Gong Wu nascondendolo nel baule di Clay: nel cuore della notte, da esso emerge una piccola e bizzarra creatura che si infiltra all’interno di Clay, rendendolo malvagio. Jack Spicer cerca nel frattempo di guadagnare la considerazione di Chase Young, che invece sembra essere più interessato ad avvicinarsi ad Omi, nel quale riconosce un enorme potenziale. Intanto, Clay, sopraffatto dal parassita che alberga al suo interno, ruba gli Shen Gong Wu dalla cripta del tempio Xiaolin, finendo con il formare un sodalizio con Spicer. Kimiko è così costretta ad ammettere quanto commesso e il maestro Fung informa i guerrieri Xiaolin che all’interno del Mosaico a Scaglie era stato intrappolato uno spirito maligno di nome Sibini che è alla ricerca delle Ali di Farfalla, uno Shen Gong Wu complementare al Mosaico grazie al quale Sibini potrebbe assumere una propria forma senza aver bisogno di un ospite. Il gruppo si divide per andare alla ricerca di Clay ma Omi viene raggiunto da Chase Young che anziché essergli ostile cerca di istruirlo a nuove tecniche di combattimento, nonostante appartengano a fazioni nemiche. Intanto, le Ali di Farfalla si rivelano e il gruppo si scontra con Spicer e Sibini, che però viene scalzato dal corpo di Clay. Kimiko si scontra in uno Xiaolin Showdown contro la creatura nella sua vera forma e nonostante Sibini riesca ad entrare in possesso delle Ali di Farfalla, Kimiko utilizza l’Occhio di Dashi per sigillare il mosaico impedendo difatti a Sibini di uscire, riparando così al suo errore. Al termine del duello, Clay rinsavisce scoprendo quanto accaduto mentre Omi ringrazia Chase Young per gli insegnamenti impartitigli in precedenza, stabilendo con quest’ultimo uno strano rapporto di rispetto reciproco.
Shen Gong Wu rivelati: Mosaico a Scaglie, Ali di Farfalla 

### 26. L’uomo di neve
I guerrieri Xiaolin si prendono una giornata libera dagli allenamenti per via dell’eccessivo caldo, almeno fino a quando un nuovo Shen Gong Wu si rivela: si tratta del Medaglione della Luna, che permette di controllare i movimenti e le fasi lunari. Lo Shen Gong Wu è nascosto su una montagna innevata e i guerrieri Xiaolin devono affrontare un nuovo bot che Spicer ha creato servendosi del Cuore di Jong, il quale l’ha reso più umano del previsto, tanto che esso, nonostante abbia sconfitto i guerrieri, decide di farsi esplodere estraendosi dal petto il Cuore di Jong. Spicer riesce a recuperare il Medaglione della Luna ma il Cuore di Jong va perso e, cadendo in una scarpata, finisce con l’animare la neve circostante. Spicer, tornato nel suo covo, viene quindi sorpreso da un uomo di neve gigante e malvagio che distrugge i suoi bot, prima di fuggire con Wuya verso il tempio Xiaolin per rubare gli Shen Gong Wu. I guerrieri Xiaolin sopraggiungono nella tana distrutta di Spicer, dove quest’ultimo li prega di portarlo con loro, mettendoli in guardia dall’uomo di neve. Quest’ultimo, che ha assunto il nome Raksha, attacca il tempio ma viene parzialmente sconfitto dai guerrieri Xiaolin, venendo quasi sciolto del tutto, ma il Cuore di Jong lo rianima nuovamente. Spicer, intanto, si infiltra nella cripta e ruba alcuni Shen Gong Wu, tra cui il Tunnel Armadillo, che usa per fuggire sottoterra, venendo però inseguito dall’uomo di neve. Quest’ultimo lo raggiunge ed entra in possesso del Medaglione della Luna, che usa per spostare la luna davanti al sole, dando vita ad un’eclissi solare permanente, e facendo sprofondare tutto il mondo in un gelo profondo. I guerrieri Xiaolin, utilizzando le loro abilità Kumai, riescono però a ristabilire un clima mite in corrispondenza del tempio, per cui Raksha li attacca nuovamente: lo scontro culmina in uno She Ni Bu tra Omi e l’uomo di neve, al termine del quale Raksha viene sconfitto perdendo sia il Cuore di Jong che il Medaglione della Luna, che Omi usa per spostare la luna e ripristinare il calore solare. Al termine della battaglia, il maestro Fung offre ai guerrieri Xiaolin le nuove uniformi da usare durante gli Xiaolin Showdown.
Shen Gong Wu rivelati: Medaglione della Luna 

### 27. L’urlo della sirena
Durante uno Xiaolin Showdown per le Branchie di Hamachi, uno Shen Gong Wu che permette di respirare sott’acqua, Omi libera inavvertitamente dal ghiaccio una sirena di nome Dyris e un cacciatore di nome Klofange che da la caccia alla sirena da decenni, prima che entrambi finissero prigionieri dei ghiacci. Credendo che Dyris sia una creatura indifesa braccata dal crudele cacciatore, i guerrieri Xiaolin, ammaliati dalla sua bellezza e dalle sue lusinghe, decidono di proteggerla al tempio Xiaolin, mentre Spicer porta con sé Klofange, incuriosito dalle sue tattiche di caccia. Al tempio Xiaolin, Dyris sfrutta le sue doti di seduzione per ammaliare persino Kimiko, in realtà servendosi dei monaci Xiaolin per fuggire dal tempio mediante l’utilizzo di alcuni Shen Gong Wu. Giunto al tempio per catturare la sirena, il cacciatore Klofange rivela che in realtà Dyris è una creatura abominevole che al di fuori dell’acqua rivela la sua vera forma di un enorme mostro acquatico e che il suo piano è quello di sommergere tutto il mondo d’acqua e per farlo necessita di un nuovo Shen Gong Wu, lo Scudo Scarafaggio (con il quale può proteggersi dal calore generato dal centro della Terra), di cui Dojo le ha svelato la posizione. La sirena è difatti già fuggita per mezzo del Tunnel Armadillo, per cui il gruppo si mobilita per fermarla. Utilizzando le Branchie di Hamachi, Omi affronta la sirena sott’acqua ma, vittima della sua abilità nella seduzione, perde lo Shen Gong Wu, rischiando di annegare, per poi affrontare la creatura con la sua vera forma in uno Xiaolin Showdown. Sconfitta Dyris, Klofange si sacrifica venendo congelato nuovamente insieme alla sirena nei ghiacci, mentre il gruppo fa ritorno a casa trasportando Jack Spicer sull’acqua.
Shen Gong Wu rivelati: Branchie di Hamachi, Scudo Scarafaggio

### 28. Le vipere nere
Durante una lezione sulla fiducia reciproca, Dojo rivela l’ubicazione di un nuovo Shen Gong Wu nel Texas, a casa di Clay. Il gruppo di guerrieri Xiaolin viene però attaccato da una banda di motocicliste note come le Vipere Nere che riescono a metterli fuori gioco e a catturarli. Portati al cospetto della loro leader, Clay riconosce che essa altro non è che sua sorella Jessy, la quale, rancorosa nei confronti del fratello maggiore per tutte le attenzioni che egli ha sempre ricevuto dai suoi genitori, vuole avere la sua rivincita sul fratello in una sfida. Clay, tuttavia, si rifiuta e il gruppo viene imprigionato, per poi essere liberato da Dojo, nascosto sotto il cappello di Clay. Il drago conduce i guerrieri verso lo Shen Gong Wu: si tratta della Sfera di Jun, che permette di intrappolare chiunque all’interno di una sfera invisibile e acquisirne le capacità. Tuttavia, le Vipere Nere hanno volutamente seguito i guerrieri per impadronirsi dello Shen Gong Wu così che Jessy possa sfidare il fratello, ma la colluttazione in corso viene interrotta da Jack Spicer, il quale riesce a mettere fuori gioco le Vipere Nere. Queste ultime, in base al loro codice, adesso devono fedeltà a Spicer, per cui Jessy spedisce i guerrieri Xiaolin e Dojo in una caverna sotto terra servendosi degli Artigli della Tigre d’oro, per poi fare il doppio gioco e liberarli, nonostante la remora di Clay a fidarsi della sorella. Effettivamente, il tutto risulta essere un piano di Jessy orchestrato per riprendere il controllo delle Vipere Nere e consegnare a Spicer gli Shen Gong Wu dei guerrieri Xiaolin. Tuttavia, le Vipere Nere tradiscono Spicer, avendo manomesso i suoi Jack Bot, mentre gli Shen Gong Wu finiscono con l’essere contesi tra Clay e Jessy in uno Xiaolin Showdown che Jessy vince approfittando della buona fede del fratello. Tempo dopo, al tempio Xiaolin arriva un pacco per Clay: si tratta degli Shen Gong Wu che Jessy ha vinto nel duello e che la sorella ha deciso di restituire per non aver avvertito nessun appagamento dopo aver battuto il fratello. Tuttavia, Jessy ha deciso di tener per sé le Ali di Tinabi, per soddisfare il suo sogno di volare.
Shen Gong Wu rivelati: Sfera di Jun 

### 29. I terribili 4
A causa di un allineamento planetario che si verifica ogni mille anni, gli Shen Gong Wu cominciano a spostarsi autonomamente per assemblarsi a formare nuovamente Mala Mala Jong, il cui ritorno profetico prevede che esso si quadruplichi in quattro forme di sé stesso note come “I Terribili 4”. I guerrieri Xiaolin si mobilitano per impedirne il ritorno ma Omi antepone le proprie abilità personali allo spirito di gruppo e, anziché aspettare che tutti i guerrieri giungano sul posto, si precipita per affrontare Jack Spicer, senza accorgersi che nel frattempo ha permesso a Mala Mala Jong di rigenerarsi, per cui, all’arrivo degli altri guerrieri, il demone ha ormai ripristinato la sua forma. A causa del ritorno di Mala Mala Jong, un nuovo Shen Gong Wu si rivela: si tratta dell’Imperatore Scorpione, forse il più potente tra gli artefatti mistici dato che consente di controllare qualunque Shen Gong Wu, per questo i guerrieri Xiaolin devono recarsi al centro della Terra per impedire che esso cada nelle mani dei Terribili 4. Intanto, Mala Mala Jong irrompe nella tana di Spicer e utilizzando l’Anello dei Nove Draghi riesce a quadruplicarsi, preannunciando la fine del mondo. I Terribili 4 si recano al centro della Terra per impadronirsi dell’Imperatore Scorpione e affrontano i guerrieri Xiaolin, i quali ne risultano inevitabilmente sconfitti, mentre Spicer riesce ad entrare in possesso dello Shen Gong Wu e a controllare i Terribili 4. Al ritorno al tempio, i guerrieri Xiaolin riflettono sui loro errori ma Omi confessa di sentirsi in colpa perché se avesse avuto fiducia nel gruppo anziché anteporre le proprie capacità probabilmente Mala Mala Jong non sarebbe tornato. Ritrovata la giusta sintonia, il gruppo decide di irrompere nel covo di Spicer e riprendere l’Imperatore Scorpione e sfruttando al meglio il proprio elemento, ciascuno dei guerrieri riesce ad affrontare ognuno dei Terribili 4, prima di affrontarsi in uno Xiaolin Showdown a 8, in una gara al buio tra diverse funi: utilizzando l’aiuto reciproco e la giusta comunicazione, i guerrieri Xiaolin vincono lo scontro facendo sì che Omi sia l’ultimo a restare in piedi. Ottenuto l’Imperatore Scorpione, i guerrieri si divertono ad obbligare i Terribili 4 ad usare Spicer come una palla da basket, prima di usarlo per disassemblarli.
Shen Gong Wu rivelati: Imperatore Scorpione 

### 30. Un papà da salvare
I guerrieri Xiaolin giungono a Tokyo, a casa di Kimiko, dopo la rivelazione dell’Osso dello Zombie, uno Shen Gong Wu che permette di tramutare chiunque in zombie costretti ad obbedire a qualunque ordine. Tuttavia, durante uno scontro con i nuovi robot di Spicer, lo Shen Gong Wu sparisce misteriosamente. I guerrieri Xiaolin ne approfittano dunque per far visita al padre di Kimiko, Tashiro Tohomiko, proprietario della Tohomiko Electronics, una famosa azienda di elettronica che produce robot e videogiochi. Tashiro dona a ciascuno un proprio Tu-Bot, un piccolo robot che assume la fisionomia del proprietario ed in particolare Omi resta molto affascinato dal suo, che chiama Omi-Bot mentre Kimiko scopre che il padre ha da poco stretto un accordo con un nuovo socio d’affari. L’Omi-Bot di Omi fugge ma è grazie ad esso che Omi scopre che il nuovo socio del padre di Kimiko è Panda Bubba; quest’ultimo, infatti, ha nuovamente stretto un accordo con Jack Spicer, il quale, in cambio di nuovi robot, ha effettivamente preso l’Osso dello Zombie travestendo da ninja uno dei suoi bot per consegnarlo a Panda Bubba, che può ora trasformare i dipendenti di Tashiro in zombie e assumere il controllo del mercato informatico. Tashiro lo scopre e si ribella ma Panda Bubba lo tramuta in zombie, mentre l’Omi-Bot di Omi filma la scena. I guerrieri Xiaolin indagano su quali possano essere i piani di Panda Bubba e scoprono che egli ha utilizzato l’Osso dello Zombie sui dipendenti del padre di Kimiko, prima di essere cacciati da Tashiro stesso, in realtà quest’ultimo sotto l’effetto dello Shen Gong Wu. Tuttavia, grazie alle riprese dell’Omi-Bot, il gruppo scopre che anche Tashiro è stato tramutato in zombie ed interviene per fermare Panda Bubba. Kimiko affronta il criminale in uno Xiaolin Showdown videoludico all’interno di un videogioco a tema zombie e riesce a vincere, nonostante lo svantaggio iniziale, sconfiggendo il boss finale. Ottenuto l’Osso dello Zombie, Kimiko lo usa per trasformare Panda Bubba e Jack Spicer in zombie mentre Tashiro dona a tutti un proprio Tu-Bot aggiornato.
Shen Gong Wu rivelati: Osso dello Zombie

### 31. L’ultima tentazione di Raimundo
A causa del passaggio della cometa Heylin, il maestro Fung vieta ai guerrieri Xiaolin di utilizzare gli Shen Gong Wu poiché essi potrebbero acquisire una propria volontà ed agire autonomamente ma Wuya escogita un piano, ordinando a Spicer di sparare un laser verso la cometa così che un suo pezzo precipiti sulla Terra, andando ad impattare un vulcano in Brasile, la cui eruzione minaccia la vita degli abitanti del villaggio natale di Raimundo. Quest’ultimo, scoperto ciò, si precipita in Brasile servendosi degli Artigli della Tigre d’oro e della Spada della Tempesta, riuscendo a salvare la sua gente. Tornato al tempio dopo aver passato la notte ad una festa locale, si reca nella cripta ma non riesce a liberarsi degli Artigli della Tigre d’oro che anzi acquisiscono una propria coscienza. L’indomani, accortisi che Raimundo possiede gli Artigli, il gruppo diffida delle reali motivazioni che l’hanno portato ad indossare lo Shen Gong Wu ma ormai è troppo tardi e, a causa del passaggio della cometa, altri Shen Gong Wu saranno attratti ad unirsi al corpo di Raimundo. I guerrieri Xiaolin tentano di controllarlo ma durante la notte, gli Artigli della Tigre d’oro si animano e permettono a Raimundo di raggiungere la cripta dove il suo corpo subisce una trasformazione mostruosa man mano che sono aggiunti altri Shen Gong Wu; Omi, Kimiko e Clay tentano invano di fermarlo, ma Raimundo fugge con una coscienza ormai dominata dagli Shen Gong Wu. Raggiunto da Wuya e Spicer, la strega convince quest’ultimo a consegnare a Raimundo il Guanto di Jisaku, così che Raimundo possa attirare a sé altri Shen Gong Wu e lei possa albergare all’interno del suo corpo dopo che la sua coscienza sarà scomparsa del tutto. I guerrieri Xiaolin riescono infatti a riportare Raimundo al tempio e il piano della strega riesce: grazie al Guanto di Jisaku, Raimundo attira a sé tutti gli Shen Gong Wu nascosti da Omi, trasformandosi sempre più in un mostro, prima di fuggire verso il covo di Spicer. Wuya si impossessa del corpo di Raimundo ma la scomparsa della cometa Heylin consente ai guerrieri Xiaolin di poter utilizzare nuovamente gli Shen Gong Wu: Omi, Kimiko e Clay sfidano dunque la strega in uno Xiaolin Showdown 3 vs. 1 in cui a vincere sarà il primo a rubare tutti gli Shen Gong Wu dell’avversario. Rimasti con un solo Shen Gong Wu, i guerrieri Xiaolin riescono tuttavia a sopraffare la strega risvegliando la coscienza sopita di Raimundo che dall’interno combatte Wuya, sfilandosi tutti gli Shen Gong Wu posseduti e scacciando la strega dal suo corpo. Tornato normale, viene ricondotto al tempio dove il gruppo ammette che non diffiderà più delle sue motivazioni.

### 32. L’anno della scimmia verde
Dopo aver dimostrato di non saper comunicare con gli animali, il maestro Fung vieta ad Omi l’uso della Lingua di Saiping, mentre Dojo annuncia che un nuovo e potente Shen Gong Wu si è rivelato: si tratta della Fontana di Hui, la quale permette di accedere a qualunque tipo di nozione ma in maniera talmente caotica e confusionaria che è difatti impossibile utilizzare lo Shen Gong Wu senza un altro ad esso complementare, ovvero il Telescopio dell’Aquila, che se associato alla Fontana di Hui permette di dilazionare le informazioni e quindi di poter ricevere la risposta a qualunque domanda. I guerrieri Xiaolin dimostrano di essere talmente superiori rispetto a Spicer e a i suoi bot da riuscire a recuperare la Fontana di Hui molto facilmente, ma Chase Young, che ha osservato in segreto la loro prestazione studia un piano per ostacolarli, dato che se dovessero entrare in possesso anche del Telescopio dell’Aquila, essi potrebbero venire a conoscenza di come sconfiggere per sempre le forze del male. Per tale motivo, recluta Spicer e lo costringe ad infiltrarsi nella cripta del tempio Xiaolin per recuperare la Lingua di Saiping, servendosi della stessa per reclutare un esercito di scimmie verdi comandate proprio da Spicer, il quale, per mezzo del Bastone della Scimmia, sarà il loro leader. Spicer guida così un attacco al tempio Xiaolin costringendo i guerrieri a ritirarsi all’interno del tempio, mentre il suo esercito di scimmie stanzia al davanti impedendo ai monaci di poter uscire. Non sapendo come arginare il problema, Omi opta per usare la Fontana di Hui per ottenere una soluzione ma il piano fallisce dato che la Fontana lo riempie di talmente tante nozioni da ingigantirli la testa e lasciandolo stordito in preda alle informazioni acquisite. Intanto, anche il Telescopio dell’Aquila si rivela e il gruppo deve mobilitarsi per impedire che esso venga recuperato dalle forze del male; è così che Omi capisce che l’attacco delle scimmie è difatti un piano ideato da Chase Young per impedire ai guerrieri di recuperare anche il Telescopio dell’Aquila. Il gruppo studia così un piano per tendere un tranello a Spicer, guidandolo attraverso una pista di banane ad uno Shen Gong Wu, per attirarlo in uno Xiaolin Showdown contro Omi, che quest’ultimo vince, acquisendo il Bastone della Scimmia e ponendo fine all’obbedienza delle scimmie verdi a Spicer. Il gruppo cerca quindi di recuperare il Telescopio dell’Aquila ma purtroppo lo Shen Gong Wu è stato già preso da Chase Young che guarda da lontano il gruppo servendosi proprio dello Shen Gong Wu, mentre commenta con Wuya che ben presto uno dei guerrieri Xiaolin, il cosiddetto Eletto, si unirà alle forze del male.
Shen Gong Wu rivelati: Fontana di Hui, Telescopio dell’Aquila

### 33. Il seme del male
I guerrieri Xiaolin vengono incaricati dal maestro Fung di sorvegliare il Seme Heylin, un seme all’apparenza innocuo ma che, alla minima goccia d’acqua, può portare alla devastazione nel mondo. Intanto, Jack Spicer, abbandonato da Wuya che si è unita a Chase Young, viene raggiunto da Vlad, la spia russa che l’aveva aiutato precedentemente, il quale ha sentito parlare del Seme Heylin e sprona Jack a risvegliarlo, ironizzando sulla sua reputazione che appare ridicola agli occhi degli altri cattivi. I guerrieri Xiaolin portano erroneamente fuori dalla cripta lo scrigno che cela al suo interno il Seme Heylin e Spicer ne approfitta per rubarlo ma una volta aperta la scatola, lo lancia via credendo che sia un banale seme. Il seme cade vicino a una fontana e appena una minima goccia d’acqua gli cade sopra, esso si risveglia emanando numerose piante che invadono la casa di Spicer. Il seme, ora divenuto un fiore dall’accento francese dal nome Gigi, si presenta a Vlad e a Spicer, riconoscendo in lui il suo maestro e gli assicura di soddisfare ogni suo ordine. Gigi attacca così il tempio Xiaolin per rubare gli Shen Gong Wu ma i guerrieri lo attaccano, ignorando che i fiori da lui emessi rilasciano delle tossine in grado di tramutarli in piante. Kimiko, Clay, Dojo e il maestro Fung cadono vittime della mutazione, per cui spetta ad Omi e Raimundo fermare Gigi, che tradisce Spicer tramutando lui e Vlad in piante. Dojo annuncia però che un nuovo Shen Gong Wu si è rivelato: si tratta della Locusta Pietra di luna, l’unico Shen Gong Wu che può fermare il Seme Heylin poiché in grado di emettere delle locuste di pietra che possono divorare la pianta. Omi però viene trasformato in pianta per cui tocca a Raimundo affrontare Gigi in uno Xiaolin Showdown doppio. Raimundo riesce ad entrare in possesso della Locusta Pietra di Luna e Gigi viene divorato dalle locuste, mentre il Seme Heylin torna ad essere custodito all’interno dello scrigno.
Shen Gong Wu rivelati: Locusta Pietra di luna

### 34. Il potere del male
Dopo essere stato abbandonato da Wuya e aver perso l’ennesimo Shen Gong Wu, Jack Spicer, che ha assunto il Ciclope come nuovo partner, progetta la sua vendetta intrappolando Chase Young all’interno della Sfera di Jun, in modo tale da sostituirsi ad esso e acquisire le sue abilità, inclusa la capacità di controllare le sue tigri, che usa per attaccare il Tempio Xiaolin e rubare gli Shen Gong Wu custoditi nella cripta. A causa della strenua resistenza dei guerrieri, Omi progetta in segreto di liberare Chase Young in modo tale da ristabilire lo status quo e togliere a Spicer il suo potere, dal momento che Young non è interessato agli Shen Gong Wu. Una volta liberato il suo rivale, però, Chase Young gli fa notare come egli si stia avvicinando sempre più alle forze del male, avendo cominciato a mentire ai suoi amici. Spicer, intanto, scopre che Chase Young è stato liberato e cerca di sopraffarlo invano con gli Shen Gong Wu. I guerrieri Xiaolin, pensando che Omi si sia recato da Spicer per riprendersi gli Shen Gong Wu, irrompono al castello di Young e domandano ad Omi perché Chase Young sia libero; quest’ultimo, per non rivelare che sia stato Omi a liberarlo, lo sfida in uno Xiaolin Showdown, perdendo appositamente, in maniera tale da far credere ai guerrieri Xiaolin che Omi abbia vinto regolarmente. Sul finale, mentre lasciano il castello di Young, Omi si domanda se il suo nemico abbia perso apposta quasi per ripagargli il favore di averlo liberato.
Shen Gong Wu rivelati: Shen-Canguro, Geyser Wushan

### 35. L’apprendista
Il maestro Fung decide di addestrare i guerrieri Xiaolin all’arte dell’inganno per combattere Chase Young ma durante l’allenamento Omi rivela la sua ingenuità a credere e a fidarsi di chiunque. Intanto, Spicer ripara il suo Jack Spicer Bot, con il quale entra però in contrasto sin da subito, prima di ricevere da Chase Young l’offerta di diventare suo apprendista, ruolo che dovrà però guadagnarsi contro Katnappe. I guerrieri Xiaolin si recano presso l’ubicazione di un nuovo Shen Gong Wu: si tratta dello Spara Sballo, una sorta di corno che emette un gas violaceo che stordisce i nemici mandandoli in uno stato confusionario. Sul posto però, i guerrieri sono ingannati dai loro Tu-Bot che sono stati riprogrammati da Katnappe, la quale riesce ad entrare in possesso dello Shen Gong Wu, mentre Spicer viene ripudiato da Chase Young. Rimasto fuori di casa, Spicer si reca al tempio Xiaolin dove sembra voler unirsi alle forze del bene: ciò incontra l’entusiasmo di Omi, deciso ad educarlo come un monaco xiaolin. Tuttavia, durante la notte, Katnappe attacca il tempio con i Tu-Bot dei guerrieri e usa lo Spara Sballo per stordirli, per cui ad intervenire è proprio Jack Spicer che usa lo Specchio Invertente per far cadere Katnappe vittima dell’effetto dello Shen Gong Wu. I guerrieri, ripresi dallo stordimento, combattono contro i loro Tu-Bot ma durante la lotta Spicer ruba gli Shen Gong Wu, riabbracciando nuovamente il suo lato malvagio, e Omi ne resta profondamente deluso, per aver dato ancora una volta fiducia al nemico. L’indomani, Katnappe viene accudita dai guerrieri dopo la sconfitta ma quest’ultima progetta di utilizzare la buona fede di Omi per infiltrarsi nel covo di Jack e riprendere gli Shen Gong Wu. Qui, Omi affronta Spicer in uno Xiaolin Showdown in stile “Vero o Falso?” scoprendo che, seppur a detta di Spicer, lui avesse intenzione di tradirlo dall’inizio, in realtà egli aveva avuto realmente intenzione di convertirsi al bene, almeno per un momento. Al termine del duello, Omi scopre però che Katnappe ha approfittato dello scontro per rubare gli Shen Gong Wu ma in realtà egli stava attuando sin dall’inizio un doppio gioco, avendo fatto riprogrammare a Kimiko I Tu-Bot, che legano Katnappe, mentre i guerrieri si riprendono gli Shen Gong Wu rubati ed Omi gongola per aver finalmente appreso l’arte dell’inganno. Intanto, nascosto nell’ombra, Chase Young commenta insieme a Wuya che l’avvicinamento di Omi alle forze del male è sempre più vicino, rivelando che sin dall’inizio era lui il suo apprendista.
Shen Gong Wu rivelati: Spara Sballo

### 36. Veri amici
I guerrieri Xiaolin si apprestano ad apprendere una lezione sull’umiltà, ma Omi mostra sin da subito di non essere per niente modesto. La situazione degenera dopo l’arrivo di Jermaine (l’amico con cui Omi aveva legato a New York dopo essersi perso per trovare la Coda del Serpente), il quale rivela di essersi avviato all’apprendimento xiaolin e di essere ad uno stato più avanzato di quello di semplice apprendista. Ciò scatena la gelosia di Omi che, per via del suo ego, arriva a far perdere alla squadra un nuovo Shen Gong Wu che sarebbe stato recuperato probabilmente da Jermaine: si tratta della Mosca della Manciuria, uno Shen Gong Wu che consente di trasformarsi in mosca, che viene altresì recuperato da Jack Spicer, il quale ha stretto una nuova collaborazione con il ninja Tubbimura e si serve dello Shen Gong Wu per andare alla ricerca degli oggetti richiesti dal ninja. Intanto, al tempio, la tensione tra Omi e Jermaine degenera in una lite vera e propria, allorché il maestro Fung propone di risolverla attraverso un duello di arti marziali, che Jermaine vince grazie ad una mossa che Omi aveva appreso precedentemente da Chase Young. Jermaine decide quindi di andarsene, lasciando in Omi il sospetto su chi sia il suo maestro. Intanto, Spicer si tramuta in mosca e penetra all’interno del palazzo di Chase Young dove assiste alla conversazione tra Young e il suo nuovo adepto: quest’ultimo altri non è che proprio Jermaine, il quale, ignaro che Chase Young sia un signore del male, viene incaricato di recuperare il Dito d’Oro, un nuovo Shen Gong Wu che permette di congelare momentaneamente il proprio avversario. Spicer si reca quindi al tempio Xiaolin dove confessa ciò che ha sentito ai guerrieri in cambio del cappello di Clay. Giunti presso l’ubicazione del Dito d’Oro, i guerrieri cercano di avvertire Jermaine della reale identità di Chase Young, ma alla fine la lotta per lo Shen Gong Wu consegue in uno Showdown Tsunami a 4 tra Omi, Jermaine, Spicer e Tubbimura. Alla fine però, rimasto solo con Omi, difronte alla resa dell’amico, Jermaine si convince di essere stato ingannato da Young e il duello termina con una stretta di mano dei due amici. Chase Young, tuttavia, gongola e rivela ad Omi di aver superato il suo test, mentre Jermaine fa ritorno a casa, riallacciando la sua amicizia con Omi.
Shen Gong Wu rivelati: Mosca della Manciuria, Dito d’Oro 

### 37. Menti pericolose
Durante la ricerca del Topo Hodoku, uno Shen Gong Wu che permette di rimediare ai propri errori nascosto al centro della Terra, la disattenzione di Jack Spicer e dei suoi nuovi Vermi-Bot determina la liberazione di alcuni ragni primordiali giganti in grado di determinare la distruzione del pianeta. Per tale motivo, i guerrieri Xiaolin decidono di unirsi a Chase Young, Wuya e Spicer, i quali non potrebbero governare il mondo se questo venisse divorato, per fermare i ragni dalla devastazione utilizzando il Topo Hodoku, che permetterebbe di rimediare all’errore di Spicer. A seguito di uno Xiaolin Showdown vinto da Spicer, tuttavia, il Topo Hodoku va perso e il gruppo si separa in seguito ad una forte esplosione, per cui Omi e Chase Young si ritrovano a collaborare insieme mentre Kimiko, Clay, Raimundo, Dojo e Spicer decidono di nascondersi nella famigerata Atlantide. Utilizzando il potere combinato della Fontana di Hui e del Telescopio dell’Aquila, Omi e Young riescono a capire che la soluzione al problema dei ragni è provocare un’esplosione che rilasci la lava all’interno della loro tana. Intanto, Kimiko, Raimundo, Clay e Spicer vengono rapiti dai ragni e intrappolati nella loro tana; Omi e Chase Young giungono ad Atlantide e, lottando insieme, riescono a mettere fuori gioco i ragni e liberare gli altri, per poi determinare l’esplosione utilizzando la trivella di Spicer. Quest’ultimo, tuttavia, tradisce il gruppo rubando gli Artigli della Tigre d’oro ma il gruppo riesce comunque a fuggire prima che Atlantide esploda, per poi fuoriuscire dal sottoterra attraverso un geyser in Texas. Omi e Young, riconoscendo di essere stati un’ottima squadra, tornano rivali mentre il gruppo viene acclamato da una folla di turisti ed Omi lascia intuire di aver sbirciato come sconfiggere il male mentre utilizzava la Fontana di Hui.
Shen Gong Wu rivelati: Topo Hodoku

### 38. La profezia si avvera
Il maestro Fung annuncia che a breve uno dei quattro apprendisti Xiaolin avanzerà di grado divenendo Guerriero Wudai, spingendo i monaci a pressare Dojo per sapere chi effettivamente otterrà l’ambita promozione, ma il drago fa credere ad ognuno di essi di essere il prescelto. Intanto, un nuovo misterioso Shen Gong Wu si rivela: si tratta dello Yo-Yo Ying, delle cui abilità si conosce ben poco, se non che permette di accedere ad una dimensione onirica nota come mondo Ying-Yang. Ciò spinge Chase Young a mettere in atto un piano per convertire definitivamente Omi alle forze del male, poiché secondo la profezia qualora il giovane apprendista Xiaolin non si convertisse alle forze Heylin sarebbe destinato a sconfiggerlo, per cui sostituisce il vero Yo-Yo Ying con uno yo-yo finto che viene poi recuperato da Jack Spicer, mentre i guerrieri Xiaolin combattono il suo esercito del male formato da Vlad, Katnappe, Ciclope e Tubbimura. Di ritorno al tempio, avendo scoperto che Dojo ha fatto credere a tutti di essere il prescelto, i guerrieri lo affrontano ma, improvvisamente, si ritrovano in una scena diversa, con parti del tempio visivamente distrutte e soprattutto con una sagoma del maestro Fung, che risulta scomparso. Omi deduce che possa essere stato confinato nel mondo Ying-Yang da Jack Spicer ma per gli altri monaci la teoria è sbagliata dal momento che nessuno Shen Gong Wu è stato rubato. Omi decide di infiltrarsi nel covo di Spicer e scopre che egli sta mettendo in atto di attaccare il tempio con il suo esercito del male ma quando fa ritorno per avvertire gli altri, essi sono già stati catturati da Spicer per cui decide di approfittare dell’aiuto di Chase Young per ottenere lo Yo-Yo Ying, ignaro dei loschi fini di quest’ultimo. Con l’aiuto di Chase Young, Omi riesce a sconfiggere Spicer mentre Young sostituisce lo yo-yo finto di Spicer con quello vero che aveva recuperato lui stesso e lo offre ad Omi. Quest’ultimo, in maniera avventata, senza ascoltare le avvertenze dei suoi compagni, si catapulta nel mondo Ying-Yang, che si presenta come una dimensione onirica nella quale sembrano essere costituite delle misteriose boccette, e trova il maestro Fung in uno stato di perfetta immobilizzazione. Nel tentativo di recuperare il suo corpo e lasciare il mondo Ying-Yang, la boccetta corrispondente ad Omi sembra riempirsi. Tornato nel mondo normale, Omi appare effettivamente diverso e decide di unirsi a Chase Young, avverando così la profezia e portando nel mondo l’oscurità. 
Shen Gong Wu rivelati: Yo-Yo Ying 

### 39. Per il bene di Omi
In seguito alla conversione di Omi alle forze Heylin, il mondo sprofonda nel caos e Kimiko, Clay e Raimundo cercano di trovare un modo per rimediare alla situazione, leggendo delle vecchie pergamene che possano fornire informazioni sul mondo Ying-Yang, mentre Dojo continua ad occuparsi del maestro Fung, il cui corpo continua a rimanere immobile. Grazie alle riprese registrate dal Dojo-Bot, il gruppo scopre in realtà di aver dimenticato di una precedente incursione di Chase Young, il quale si era servito del Geyser Wushan per far dimenticare ai guerrieri di essersi infiltrato all'interno del tempio per spedire il maestro Fung nel mondo Ying-Yang, così che Omi lo andasse a salvare. Il gruppo viene però attaccato dallo stesso Young, seguito da Spicer e da Omi, il quale riesce a mettere fuori combattimento i guerrieri, per poi rubare i loro Shen Gong Wu, tra cui la Coda del Serpente che, insieme allo Specchio Invertente, consentono a Wuya di tornare in forma umana, nonostante la strega venga comunque privata dei suoi poteri da Chase Young per evitare che prenda il sopravvento su di lui. Intanto, mentre accudisce il maestro Fung, Dojo rinviene un pezzo di pergamena mancante inserito tra le sue dita dei piedi dove viene specificato che il mondo Ying-Yang è una sorta di prigione dei Chi e che esiste un altro yo-yo, noto come Yo-Yo Yang, che, se abbinato allo Yo-Yo Ying, forma il vero Shen Gong Wu, lo Yo-Yo Ying-Yang: dunque, se una persona lascia il mondo Ying-Yang con solo uno dei due yo-yo il suo Chi (cioè il suo spirito, che può essere sia buono che cattivo) resta intrappolato nel mondo Ying-Yang all'interno della boccetta con il proprio volto, invertendo difatti la propria personalità. I monaci deducono che ad Omi deve essere accaduto proprio questo mentre il maestro Fung ha assunto una tecnica di immobilizzazione per contrastare l’inversione del suo Chi e, pertanto, si recano al palazzo di Chase Young per acquisire lo Yo-Yo Ying e trovare lo Yo-Yo Yang nascosto all'interno del mondo Ying-Yang: seguiti da Jack Spicer, i guerrieri riescono nella loro missione, recuperando i Chi di Omi e del maestro Fung e lo Yo-Yo Yang nascosto nell'orecchio di Dojo, abbandonando la dimensione Ying-Yang senza subire inversioni dei loro Chi, mentre Dojo nota una misteriosa figura invisibile che sembra li abbia seguiti al di fuori della dimensione onirica. Mentre Raimundo e Clay combattono Omi, Kimiko usa la Mosca della Manciuria per infiltrarsi all'interno di Omi e rilasciargli il proprio Chi, venendo inaspettatamente aiutata da Jack Spicer, il quale avendo lasciato il mondo Ying-Yang con lo Specchio Invertente, ha subito l'inversione del proprio Chi nonostante l'uso dello Yo-Yo Ying-Yang, per cui è diventato buono. Omi torna quindi al suo Chi originale ma, avendo giurato fede a Chase Young, decide comunque di sottomettersi al suo nuovo padrone, che lo tramuta in felino, mentre il gruppo lascia il palazzo di Young accettando la sconfitta. 
Shen Gong Wu rivelati: Yo-Yo Yang

## Stagione 3
| nº | Titolo originale                        | Titolo italiano                    | Prima TV USA      |
| -- | --------------------------------------- | ---------------------------------- | ----------------- |
| 40 | Finding Omi                             | Il ritorno di Omi                  | 17 settembre 2005 |
| 41 | Bird of Paradise                        | L'uccello del paradiso             | 24 settembre 2005 |
| 42 | The Life and Times of Hannibal Roy Bean | Hannibal Roy Bean                  | 1 ottobre 2005    |
| 43 | Omi Town                                | Omi Town                           | 8 ottobre 2005    |
| 44 | Treasure of the Blind Swordsman         | Il tesoro dello Sciabolatore cieco | 5 novembre 2005   |
| 45 | Oil in the Family                       | Scacchi giurassici                 | 12 novembre 2005  |
| 46 | The Return of Master Monk Guan          | Il ritorno del maestro Guan        | 19 novembre 2005  |
| 47 | Dream Stalker                           | Il cacciatore di Incubi            | 26 novembre 2005  |
| 48 | Chucky Choo                             | Drago falsario                     | 11 febbraio 2006  |
| 49 | Wu Got the Power                        | La furia degli elementi            | 18 febbraio 2006  |
| 50 | Hannibal's Revenge                      | La vendetta di Hannibal            | 25 febbraio 2006  |
| 51 | Time After Time (Part 1)                | Viaggio nel tempo (prima parte)    | 6 maggio 2006     |
| 52 | Time After Time (Part 2)                | Viaggio nel tempo (seconda         | 13 maggio 2006    |

### 40. Il ritorno di Omi
In seguito alla sottomissione di Omi, Chase Young ha acquisito uno smisurato potere e si prepara a distruggere il mondo mentre Kimiko, Clay e Raimundo vengono informati dal maestro Fung che l’unico modo per ottenere la libertà di Omi è sfidare Chase Young ad uno Xiaolin Showdown. Tuttavia, la missione dei guerrieri è ostacolata da una misteriosa creatura invisibile che attacca il tempio: si tratta della Creatura Chi, il guardiano del mondo Ying-Yang, che è fuoriuscita da esso per sottrarre altro Chi. Essa viene però fermata da Jack Spicer, ormai buono per aver lasciato il suo Chi nel mondo Ying-Yang, che la intrappola nella Sfera di Jun. Il gruppo decide quindi di partire alla volta del palazzo di Chase mentre il maestro Fung, ancora in riabilitazione dopo il suo periodo di immobilizzazione, terrà d’occhio la Creatura Chi. Chase Young, però, irrompe al tempio e libera la creatura che aspira il Chi del maestro Fung, per poi inseguire i guerrieri Xiaolin e assorbire i Chi di Kimiko, Clay e Raimundo. A tal punto, Jack decide di tornare nel mondo Ying-Yang per trovare i Chi assorbiti dalla Creatura Chi, sacrificando il suo lato buono, consapevole che, usando solo lo Yo-Yo Ying tornerà malvagio. Il suo piano fortunatamente riesce e Dojo può quindi ripristinare il Chi dei guerrieri, che sfidano Chase Young ad uno Xiaolin Showdown Tsunami in una partita a calcio 4 contro 4. Con la loro vittoria, Young è costretto a ripristinare la forma umana di Omi e si congeda da quest’ultimo, lasciando intuire che in entrambi si annidino del male e del bene, nonostante le loro fazioni. Al tempio, il maestro Fung informa i guerrieri che in realtà tutti e 4 hanno ottenuto la promozione a guerriero Wudai perché essi hanno agito insieme come fossero una sola persona. 

### 41. L'uccello del paradiso
Dopo l’apparizione di una strana vecchia delirante, i guerrieri Xiaolin, che ora sono diventati guerrieri Wudai, vengono incaricati dal maestro Fung di trovare l’Uccello del Paradiso, un mistico volatile in grado di conferire un potere illimitato a chiunque lo trovi. Durante la loro missione, i guerrieri sono però ostacolati da Jack Spicer, che si impossessa della foglia incantata che dovrebbe indicare la direzione da seguire, e Chase Young. Tuttavia, durante il loro viaggio, i guerrieri sviluppano nuove capacità del proprio elemento, arrivando infine a controllarlo pienamente nella nuova Formazione Wudai di Orione, in cui ciascuno di essi riesce ad assumere del tutto la forma del proprio elemento. Arrivati dall’Uccello del Paradiso, Spicer si impossessa del volatile, che è in realtà un comune pappagallo, mentre Chase Young si defila pensando che la missione sia conclusa. Alla fine, però, la vecchia che i guerrieri avevano aiutato in precedenza si rivela essere lei stessa l’Uccello del Paradiso, il quale dona ai guerrieri le qualità che essi hanno dimostrato di possedere nella loro missione come la forza, il coraggio, la lealtà e la compassione. Intanto, nel suo covo, Spicer ordina a quello che crede di essere l’Uccello del Paradiso di realizzare i suoi desideri, ignaro che si tratti di un banale pappagallo. 

### 42. Hannibal Roy Bean
Durante un allenamento contro il Dolce Bebè fra di noi per affinare le abilità Wudai dei guerrieri Xiaolin, un nuovo Shen Gong Wu si rivela: si tratta dei Bracciali Trasformanti, un potente Shen Gong Wu che consente di cambiare aspetto e assumere anche la forma del proprio nemico. Giunti presso l’ubicazione dello Shen Gong Wu, Kimiko batte Wuya in uno Xiaolin Showdown con lo Yo-Yo Ying e lo Yo-Yo Yang ma i Bracciali Trasformanti vengono improvvisamente rubati dal pappagallo di Jack, che si rivela in realtà essere l’Uccello Ying-Yang. Quest’ultimo apre il varco per il mondo Ying-Yang mentre Chase Young prospetta che un suo vecchio amico stia per fare ritorno: si tratta del temutissimo Hannibal Roy Bean, il più malvagio dei signori del male. Il maestro Fung incarica quindi i guerrieri Xiaolin di recarsi nel mondo Ying-Yang con la Manta d’Argento e recuperare gli Shen Gong Wu sottratti; intanto, Jack Spicer, intrappolato nel mondo Ying-Yang, incontra la sua controparte buona (che era rimasta nel mondo Ying-Yang in seguito all’attacco della Creatura Chi), la quale lo mette in guardia da Hannibal Roy Bean. Quest’ultimo è tuttavia un piccolissimo fagiolo, rinchiuso all’interno di una gabbia in una fortezza all’interno del mondo Ying-Yang, che ordina a Spicer di farlo uscire. Intanto, dopo un rocambolesco volo sulla Manta d’Argento, anche i guerrieri Xiaolin giungono nel mondo Ying-Yang, dove vengono informati dal Jack buono di Hannibal Roy Bean, allorché un impaurito Dojo spiega loro che fu Hannibal Roy Bean a trascinare Chase Young verso il male e che poi quest’ultimo l’abbia tradito relegandolo nel mondo Ying-Yang. I guerrieri giungono presso la fortezza di Hannibal Roy Bean ma trovano Spicer rinchiuso nella gabbia e lo liberano, ignorando che in realtà si tratti di Bean, che ha usato i Bracciali Trasformanti per ingannare i guerrieri. Dopo aver riunito il Jack buono al Jack cattivo per dedurre chi sia il vero Bean, i guerrieri perdono comunque le tracce del fagiolo, che fugge via insieme all’Uccello Ying-Yang. Tornati al tempio, sono colti alla sprovvista da Chase Young, che attacca inaspettatamente Clay: quest’ultimo infatti altri non è che Bean che ha nuovamente usato i Bracciali Trasformanti per camuffarsi e fuggire dal mondo Ying-Yang grazie ai guerrieri, mentre il vero Clay è rinchiuso all’interno della Manta d’Argento. Bean fugge mentre Chase Young avverte i guerrieri di aver appena commesso un errore abominevole, preannunciando la fine del mondo.
Shen Gong Wu rivelati: Bracciali Trasformanti

### 43. Omi Town
Con l’avvento del Capodanno Cinese, tutti i monaci Xiaolin ricevono i regali da parte dei loro familiari apparte Omi, triste perché privo di una famiglia. Il maestro Fung lo incoraggia quindi ad andare in missione per cercarla, mentre Wuya trama con Hannibal Roy Bean un piano per appropriarsi degli Shen Gong Wu e liberarsi così della morsa di Chase Young, ignara che lo stesso la stia osservando tramite gli occhi del suo corvo, per cui i due si recano da Jack Spicer. Intanto, la ricerca di Omi l’ha condotto in un villaggio abitato apparentemente da persone fisicamente simili a lui ed è qui che sembrano vivere i suoi genitori, due umili contadini che vivono appena al di fuori del villaggio. Inizialmente deluso per via delle modeste origini della sua famiglia, Omi accetta però sin da subito i suoi genitori, aiutandoli nei lavori contadini e decidendo di abbandonare il tempio per restare ad accudirli. L’indomani, Wuya, Bean e Spicer attaccano il tempio e i monaci, per via dell’assenza di Omi, non riescono a tener testa ai nemici ma l’arrivo imprevisto di Omi, avvertito da Chase Young, salva la situazione. Tuttavia, il giovane finisce con lo scontrarsi in uno Xiaolin Showdown con la madre che è inaspettatamente un’alleata Heylin; in realtà, l’esito dello scontro, rivela che la madre di Omi è un robot, così come l’intero villaggio: Spicer rivela di essere stato assoldato da Wuya per creare dei robot che, successivamente, Bean ha trasformato in persone servendosi dei Bracciali Trasformanti; il tutto era infatti un piano per allontanare Omi dal tempio, e quindi in realtà egli resta tutt’ora un orfano. Alla fine, gli Shen Gong Wu vengono comunque sottratti da Wuya e Bean, mentre Omi capisce che egli non ha più bisogno di cercare la sua famiglia perché ora ne ha una al tempio Xiaolin. 

### 44. Il tesoro dello Sciabolatore cieco
Il maestro Fung incarica i guerrieri Xiaolin di andare alla ricerca del Tesoro dello Sciabolatore cieco e delle Armi Wudai, degli Shen Gong Wu abbinati ad uno specifico elemento e che possono essere brandite ognuna solo da uno dei quattro guerrieri. In ordine, le Armi Wudai ad essere trovate sono l’Alabarda della Nebulosa per Raimundo, i Dardi Maliardi per Kimiko, il Boomerang Celeste per Clay e, infine, il Bastone di Shimo per Omi. Arrivati presso la grotta in cui è nascosto il Tesoro dello Sciabolatore cieco, dopo aver vinto un duello contro il suo guardiano, i guerrieri scoprono però che lo scrigno è in realtà vuoto, ma completata la loro missione decidono di ritirarsi. Tuttavia, Jack Spicer e Wuya, che li hanno seguiti per tutto il tempo, li tendono un’imboscata e, a causa dell’incapacità di brandire le Armi Wudai da parte dei guerrieri, riescono a rubare sia gli Shen Gong Wu che a rapire il vecchio guardiano. Usando il tesoro dello Sciabolatore cieco però i guerrieri si rendono conto che esso era vuoto solo in apparenza, e che cela in realtà al suo interno lo spirito dello Sciabolatore che può soddisfare qualunque desiderio. I guerrieri chiedono di imparare ad usare le Armi Wudai, dopodiché rincorrono il treno di Spicer per riprendersi gli Shen Gong Wu, decidendo di lasciare il tesoro indietro. Spicer e Wuya vengono però sfidati ad uno Xiaolin Showdown proprio dal vecchio guardiano, che, nonostante la cecità, riesce a sconfiggerli. Tornati al punto del tesoro, i guerrieri scoprono che è stato rubato da qualcuno di molto piccolo: si tratta di Hannibal Roy Bean, che intende usare il tesoro per i suoi malvagi propositi. 
Shen Gong Wu rivelati: Alabarda della Nebulosa, Dardi Maliardi, Boomerang Celeste, Bastone di Shimo